# توماس تیپتن
توماس تیپتن (به انگلیسی: Thomas Tipton؛ ۵ اوت ۱۸۱۷ – ۲۶ نوامبر ۱۸۹۹) سناتور سابق عضو حزب جمهوری‌خواه ایالات متحده آمریکا بود. وی از سال ۱۸۶۷ تا ۱۸۷۵ میلادی، سناتور ایالت نبراسکا در سنای ایالات متحده آمریکا بود.